# Protección radiológica

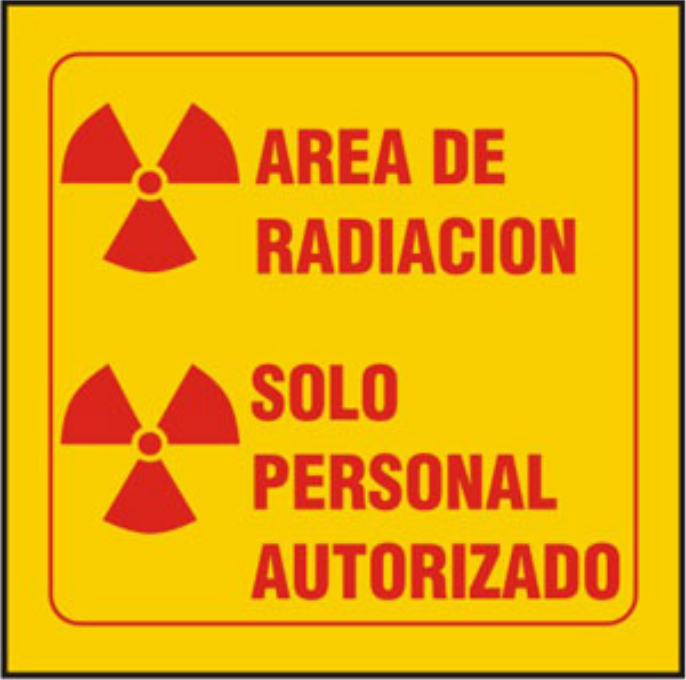
Logo universal que advierte cuando en una sala se trabaja con radiaciones o material radiactivo, o cuando un compuesto químico contenido en un recipiente posee tal actividad.

La protección radiológica es la disciplina que estudia los efectos de las dosis producidas por las radiaciones ionizantes y los procedimientos para proteger a los seres vivos de sus efectos nocivos, siendo su objetivo principal los seres humanos.

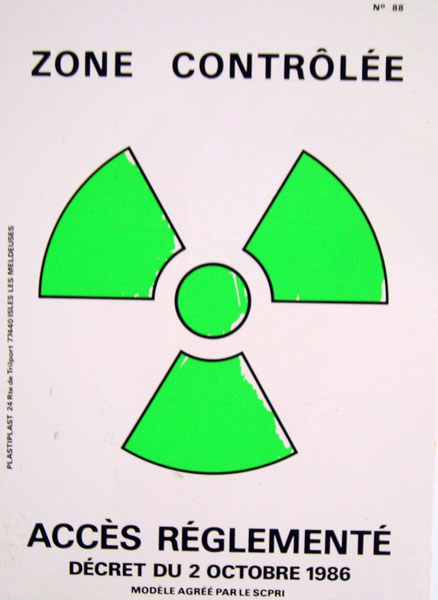
Signo en francés: Zone contrôlée - Accès réglementé (Zona controlada - Acceso restringido)

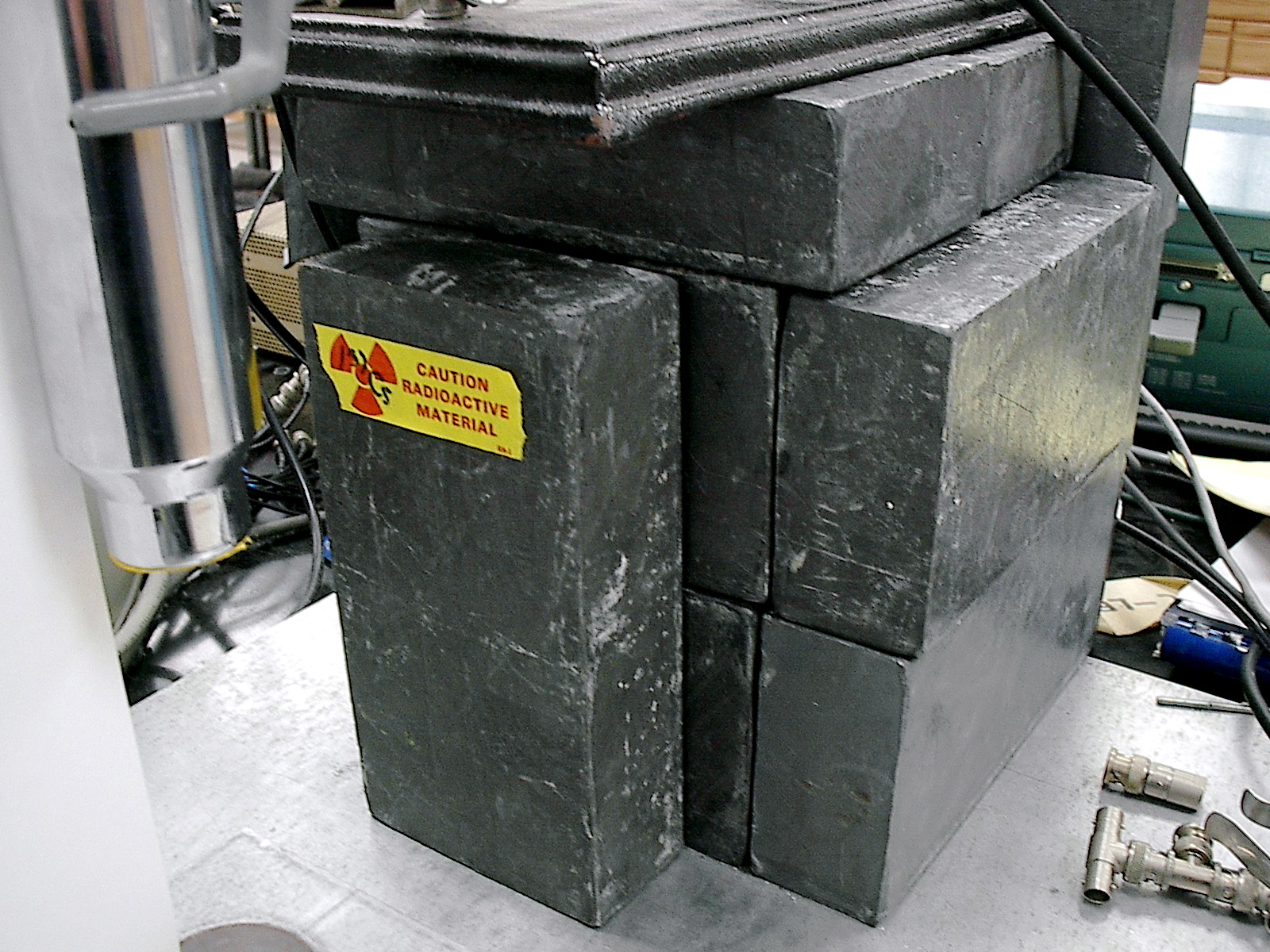
Un "castillo de plomo" construido para escudar una muestra radioactiva en un laboratorio.

Protección radiológica en cuanto a los decretos, normas, recomendaciones para proteger a las personas ocupacionalmente expuestas y a la población en general de los efectos adversos de las radiaciones ionizantes.

## Principios básicos y generales
- Dosimetría: La Dosimetría de radiación es el cálculo de la dosis absorbida en tejidos y materia como resultado de la exposición a la radiación ionizante, tanto de manera directa como indirecta.
- Dosimetría personal: detectar y medir la radiación absorbida del POE, al trabajar con fuentes o equipos generadores de radiación ionizante.
- Dosis absorbida: Energía media absorbida por unidad de masa en un punto.
- Dosis equivalente: usada para comparar los efectos biológicos de diferentes tipos de radiaciones.
- Dosis máxima permisible:  Dosis de radiación que no causará enfermedades o peligros para la salud que puedan detectarse por los métodos de investigación modernos y que no afectarán adversamente a las generaciones futuras.
- Dosis efectiva: Suma ponderada de las dosis equivalentes medias recibidas en distintos órganos o tejidos.
- Dosis umbral: dosis mínima requerida para que se produzca un efecto biológico no-estocástico.
- Dosis acumulativa: Efecto acumulativo de pequeñas dosis de radiación repartidas en un periodo de tiempo.

## Unidades de medida
- R: mide la exposición a radiación electromagnética (gamma y X).
- rad: medida de dosis absorbida en un material.
- rem: evaluación del riesgo biológico de la radiación.
- Gray: medida de la dosis absorbida.
- Sievert: evaluación de riesgo biológico.

## Premisas
Sus premisas principales para considerar todas sus recomendaciones, ya sea avalando o deslegitimando aplicaciones de radiaciones o límites de dosis, redactando planes de emergencia, planificando actuaciones en caso de emergencia (contramedidas), o cualquier otra, son las siguientes:
- Justificación: riesgo/beneficio de las decisiones que se introduzcan en la práctica radiológica se justificarán en el sentido de que tales decisiones se tomarán con la intención de asegurar que el beneficio individual o social resultante de esta práctica compense el detrimento para la salud que pueda causar. Las decisiones que introduzcan o alteren una vía de exposición para situaciones de exposición existentes y de emergencia se justificarán en el sentido de que deberán ser más beneficiosas que perjudiciales.

- Optimización: aplicación de cualquier radiación ionizante o planificación que se realice referente a la protección radiológica de personas sometidas a exposición poblacional u ocupacional se optimizará con el objetivo de mantener la magnitud de las dosis individuales, la probabilidad de la exposición y el número de personas expuestas lo más bajos que sea razonablemente posible teniendo en cuenta el estado actual de los conocimientos técnicos y factores económicos y sociales, sin alterar la calidad de imagen que permita un correcto diagnóstico. La optimización de la protección de personas sometidas a exposiciones médicas se aplicará a la magnitud de las dosis individuales y será coherente con la finalidad médica de la exposición.

- Limitación de dosis: La exposición de los individuos debe estar sujeta a límites de dosis (criterio de “riesgos aceptables”). Los límites permiten evitar la ocurrencia de efectos determinísticos y disminuir la probabilidad de efectos estocásticos.

## Exposición
Se llama exposición al hecho que una persona esté sometida a la acción y los efectos de las radiaciones ionizantes; aquella puede ser:
- Externa: exposición del organismo a fuentes exteriores a él.
- Interna: exposición del organismo a fuentes interiores a él.
- Total: suma de las exposiciones externas e internas.
- Continua: exposición externa prolongada o exposición interna por incorporación permanente de radionucleidos cuyo nivel puede variar con el tiempo.
- Única: externa o interna por corta duración de tiempo.
- Global: irradiación de cuerpo entero de manera homogénea.
- Parcial: exposición sobre uno o varios órganos o tejidos sobre una parte del organismo o sobre el cuerpo entero.

Existen tres tipos de exposición:
- Exposición médica: exposición de personas como parte de su diagnóstico o tratamiento médico.

- Exposición ocupacional: debido al trabajo y principalmente como resultado de él.

- Exposición pública: cualquier otro tipo de exposición.

## Efectos estocásticos, Efecto determinista
Según el tipo de células afectadas y los efectos biológicos de las radiaciones pueden ser:
CÉLULAS MADRES - CÉLULAS DE TRANSICIÓN
- Células somáticas - efectos somáticos = mitosis
- Células germinales - efectos hereditarios = meiosis

Se dividen en somáticas = ovocitos - espermatocitos = células germinales
- SOMÁTICAS = CÁNCER/SÓLO INDIVIDUO
- GERMINALES = HERENCIA/DESCENDENCIA

Efectos somáticos: afectan a las células que forman parte de los diferentes tejidos del cuerpo, excepto los tejidos reproductores (gonadales), a largo plazo estos efectos pueden dar origen al cáncer. 
- MUERTE CELULAR: efectos determinísticos, quemaduras, daños orgánicos y muerte.
- DETERMINÍSTICOS: aguda a corto plazo.
- ESTADÍSTICOS: (probabilísticos, estocásticos) no tienen dosis umbral, largo plazo. Relacionado directamente con el cáncer.

## Clasificación del personal
Trabajadores Expuestos, estudiantes en formación, miembros del público, población en conjunto.
Condiciones del trabajo del personal (monitoreo individual).
- Mujeres embarazadas
- Uso del dosímetro
- Utilización de métodos de protección

Monitoreo ambiental: sistema de ventilación, intervención o contaminación.
Elementos de radio protección:
- Máscaras
- Guantes plomados
- Cubre calzados
- Cubre cabezas
- Delantales (plomados)
- Petos (plomados)
- Buzos
- Equipos autónomos

## Señalización
Se usa sólo cuando exista motivo de riesgo biológico, (uso de trisector).
Calificación de zonas:
- Zona de libre acceso: no es necesario establecer medidas especiales en materia de protección radiológica.
- Zonas vigiladas:  es obligatorio el uso de dosimetría ambiental o de área, limitado el acceso al personal del servicio.
- Zonas controladas: es obligatorio el uso de dosímetros individuales y el uso de los implementos radiológicos.
- Zonas de permanencia limitada: riesgo de superar el límite de dosis a lo largo de un año laboral.
- Zonas de acceso prohibido: riesgo de superar el límite de dosis de una sola exposición u operación.

La difusión que propicie el conocimiento necesario, a cada nivel e instancia, a través de una divulgación basada en los principios referidos, pueden hacer de las medidas de protección una responsabilidad compartida.

## Las reglas de la protección radiológica o principios ALARA
Las tres reglas fundamentales de protección contra toda fuente de radiación son: 
1. Distancia: alejarse de la fuente de radiación, puesto que su intensidad disminuye con el cuadrado de la distancia.
2. Blindaje: utilizar siempre las barreras físicas como biombos, muros de hormigón, láminas de plomo o acero y vidrios especiales enriquecidos con plomo/vidrios plomados.
3. Tiempo: disminuir al máximo posible la exposición o las radiaciones, la dosis recibida es directamente proporcional al tiempo de la exposición.

Estas medidas de protección radiológica se pueden comparar a las que se toman contra los rayos ultravioletas: utilización de una crema solar que actúa como una pantalla protectora y limitación de la exposición al Sol.

## Blindajes
Existen dos tipos de pantalla o blindaje:
Barreras primarias: atenúan la radiación del haz primario.
Barreras secundarias: evitan la radiación dispersa. 
Para las fuentes radiactivas que emitan radiaciones, se deben añadir otras dos recomendaciones adicionales:
- Esperar, cuando sea posible, el descenso de la actividad radiactiva de los elementos por su decaimiento natural.
- Ventilar si existen gases radiactivos en el ambiente.

Por ejemplo, las instalaciones nucleares no se desmantelan inmediatamente después de su detención, para esperar una disminución de la actividad radiológica de las zonas afectadas. En las minas subterráneas de uranio, una ventilación muy eficaz permite mantener una débil concentración de radón en el aire que respiran los mineros.
Los trabajadores que puedan alcanzar niveles de dosis cercanos a los límites legales debido a las radiaciones ionizantes en su trabajo (industrias nucleares, médicos, radiólogos...) suelen llevar dosímetros que miden la cantidad de radiación a la cual han estado sometidos. Estos dispositivos permiten asegurarse de que la persona ha recibido una dosis inferior a la dictada legalmente, o en caso de accidente radiológico, conocer el alcance de la dosis recibida.

## Implementos de uso médico para la protección radiológica
1. Lentes plomadas
2. Guantes plomados
3. Delantales plomados
4. Cuellos tiroideos
5. Biombos plomados
6. Vidrios plomados
7. Protectores de bismuto
8. Blindaje
9. Dosimetría personal
10. Petos plomados

## Las normas internacionales de protección radiológica
La toma de conciencia del peligro potencial que tiene la exposición excesiva a las radiaciones ionizantes llevó a las autoridades a fijar las normas reglamentarias para los límites de dosis. Estos límites corresponden a un riesgo suplementario aceptable respecto al riesgo natural.
- Desde 1928, la Comisión Internacional de Protección Radiológica (CIPR o ICRP en inglés) reúne médicos, físicos y biólogos de todos los países. Esta autoridad científica independiente emite recomendaciones en materia de protección radiológica, aplicables a las reglamentaciones de cada Estado cuando se considera necesario por los mismos.
- El UNSCEAR (United Nations Scientific Committee on the Effects of Atomic Radiation) reúne a científicos representantes de 21 naciones. Se creó en 1955 en el seno de la ONU para reunir el máximo de datos sobre los niveles de exposición debidos a las diversas fuentes de radiaciones ionizantes y sus consecuencias biológicas, sanitarias y medioambientales. Constituye un balance regular de estos datos, pero igualmente una evaluación de los efectos estudiando los resultados experimentales, la estimación de las dosis y los datos humanos.
- La OIEA edita periódicamente normas de seguridad y protección radiológica aplicable a las industrias y prácticas que utilizan radiaciones, utilizando las últimas recomendaciones de los organismos científicos (como la CIPR o el UNSCEAR). Esas normas no son de obligado cumplimiento para los países miembro del organismo a no ser que soliciten la asistencia del propio organismo. Sin embargo, en gran medida se utilizan como base para elaborar la legislación de la mayor parte de los estados.
- A nivel europeo, la Unión Europea utiliza estas recomendaciones en sus propias normas o directivas.

Las normas legales de protección radiológica a día de hoy utilizan:
1. Un límite de dosis efectiva de 1 mSv/año para la población general y de 100 mSv de promedio en 5 años para las personas dedicadas a trabajos que implican una exposición radiactiva (industria nuclear, radiología médica), con un máximo de 50 mSv en un único año;
2. Un límite de dosis equivalente de 150 mSv/año para el cristalino (ojo) y 500 mSv/año para la piel y las manos para los trabajadores profesionalmente expuestos; y 15 y 50 mSv/año, respectivamente, para los miembros del público. En abril de 2011, La Comisión Internacional de Protección Radiológica (ICRP) redujo el límite de dosis equivalente en el cristalino a 20 mSv en un año, promediado en periodos de cinco años, de manera que no se superen los 50 mSv en un único año; debido a esto la dosis para los miembros del público se establece en 2 mSv en un año